# Henning Adolf Gyllenborg

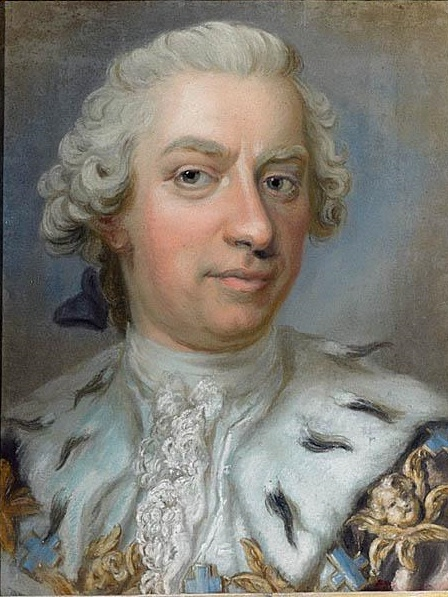
Henning Adolf Gyllenborg, Porträt von Gustaf Lundberg

Graf Henning Adolf Gyllenborg (* 11. Juni 1713 in Lindsta, Järlåsa (Uppsala län); † 29. November 1775 in Stockholm) war ein schwedischer Politiker und Diplomat.

## Leben
Henning Adolf Gyllenborg entstammte dem schwedischen Adelsgeschlecht Gyllenborg und war ein Sohn des Grafen und Oberstleutnants Anders Gyllenborg und der Virginia Christina Kruuse af Verchou. Er widmete sich den Wissenschaften, zuerst in Uppsala, wo er 1731 der letzte Rector illustris war, dann in Lund. Daraufhin begab er sich auf eine Auslandsreise, während der er 1734 zum Kammerherrn am schwedischen Hof ernannt wurde. Nach seiner Rückkehr wurde er in verschiedener Weise im Zivildienst verwendet und 1739 in einer geheimen Mission an den schwedischen Botschafter in Paris, Graf Carl Gustaf Tessin, gesandt. Um nicht die Aufmerksamkeit auf sich zu lenken, nannte er sich Anders Berg, trat in ein kaufmännisches Comptoir ein und setzte unter dieser Maske seinen diplomatischen Verkehr mit dem Gesandten fort.
Während des Kriegs 1741 folgte Gyllenborg dem Feldmarschall Grafen Charles Emil Lewenhaupt als Geschäftsträger nach Finnland und wurde im folgenden Jahr nach Sankt Petersburg entsandt, um die Friedensverhandlungen mit dem russischen Hof zu fördern. Der Sturm von Missbilligungen, der die leitenden Personen und Teilnehmer am finnischen Krieg traf, erstreckte sich auch auf Gyllenborg. Obgleich er sich durch eine kräftige Rede im Reichsrat der Notwendigkeit, sich zu rechtfertigen, entzog, war doch der Unwille gegen ihn so groß, dass er es einige Wochen lang aus Furcht, ermordet zu werden, kaum wagte, unter starker Bedeckung sein Haus zu verlassen.
1743 wurde Gyllenborg zum Herzog von Holstein gesandt, der damals in Hamburg residierte, um mit ihm über die Wahl seines Sohns zum schwedischen Thronfolger zu verhandeln. In Hamburg lernte er Johanna Elisabeth von Schleswig-Holstein-Gottorf und deren damals 14-jährige Tochter Sophie Auguste, die spätere Zarin Katharina II., kennen. In der Folge führte er mit ihnen eine jahrelange Korrespondenz. Während seines Deutschlandaufenthalts begab er sich auch nach Berlin und unterstützte dort den Grafen Tessin beim Abschluss des Ehekontrakts zwischen dem neuen Thronfolger Adolf Friedrich und der Prinzessin Luise Ulrike, zu deren diensttuenden Kammerherrn er ernannt wurde.
Nach seiner Rückkehr nach Schweden erhielt Gyllenborg den Titel eines Oberintendanten sowie 1747 den Rang eines Hofkanzlers. 1751 wurde er zum Landmarschall befördert, musste sich aber krankheitshalber oft vertreten lassen. Im Herbst 1756 wurde er Reichsrat und 1759 Ritter des Seraphinenordens. 1761 schied er mit dem Fortbezug des halben Gehalts als Pension aus dem Staatsdienst aus und starb am 29. November 1775 im Alter von 62 Jahren in Stockholm. Er war auch ein Förderer der Wissenschaft und der Literatur und zeichnete sich besonders durch außergewöhnliche Sprachkenntnisse aus.